# Línea 43 (Córdoba)
La Línea 43 es un servicio de transporte público en la Ciudad de Córdoba, operado actualmente por la empresa Coniferal.
Anteriormente conocida como CV (Central Verde) bajo la gestión de T.A.M.S.E. desde 2002, la línea 43 experimentó cambios significativos a partir del 1 de marzo de 2014, fecha en que TAMSE cesó sus operaciones en el sistema de transporte público. En consecuencia, la CV se integró como parte de la línea 43 bajo la administración de Aucor. Con el tiempo, Aucor desapareció, y la gestión de la línea pasó a ERSA Urbano. Sin embargo, tras la salida de ERSA de la Ciudad de Córdoba, la línea 43 fue asumida por la empresa Coniferal el 3 de mayo del mismo año.

## Recorrido
Desde Bº 20 de junio hasta Polo Sanitario.
 Servicio diurno.
- IDA A POLO SANITARIO: De Dr. José Antonio Ceballos y Calle Pública N° 3 – Dr. José Antonio Ceballos – Cleto Aguirre – Alto Alegre – Cnel. Manuel Namuncurá – Painé – Av. Santa Ana – Sol de Mayo – San Luis – Río Negro – Batalla de Cepeda – Misiones – Caseros – Paraguay – Coronel Olmedo – Colón – Gral Paz – Vélez Sarsfield – Bv. San Juan – Bv. Arturo Illia – Av. Gdor. Amadeo Sabattini – Rotonda de Bajada Pucara – Av. Sabattini.

- VUELTA  DE POLO SANITARIO: De Av. Gdor. Amadeo Sabattini y Bajada Pucara – Av. Gdor. Amadeo Sabattini – Bv. Arturo Illia – Bv. San Juan – Marcelo T de Alvear – Belgrano – 27 de abril – Paso de los Andes – Bv. San Juan – Av. Santa Ana – Painé – Cnel. Manuel Namuncurá – Alto alegre – Cleto Aguirre – Dr. José Antonio Ceballos hasta Calle Pública N.º 3.[3]

- IDA A CIUDAD UNIVERSITARIA: De Pública N.º 3 y Dr. José Antonio Ceballos – por esta – Cleto Aguirre – Alto Alegre – Cnel. Manuel Namuncurá – Painé – Av. Santa Ana – Sol de Mayo – San Luis – Río Negro – Batalla de Cepeda – Misiones – Caseros – Paraguay – Coronel Olmedo – Colón – Gral Paz – Vélez Sarsfield– Av. Hipólito Yrigoyen – Plaza España – Av. Concepción Arenales – Av. Enrique Barros – Av. Ciudad de Valparaíso – Haya de la Torre hasta Bv. De la Reforma

- VUELTA DE CIUDAD UNIVERSITARIA: De Haya de la Torre y Bv. de la Reforma – por ésta – Los Nogales – Av. Ciudad de Valparaíso – Concepción Arenales – Plaza España – Bv. Chacabuco – Bv Arturo Illia – Bv. San Juan – Marcelo T de Alvear – Belgrano – 27 de abril – Paso de los Andes – Bv. San Juan – – Av. Santa Ana – Painé – Cnel. Manuel Namuncurá – Alto alegre – Cleto Aguirre – Dr. José Antonio Ceballos hasta Calle Pública N.º 3.[3]